# Miss Aserbaidschan
Miss Aserbaidschan ist ein jährlicher nationaler Schönheitswettbewerb für unverheiratete Frauen in Aserbaidschan. Im Inland heißt er Miss Azərbaycan, gelegentlich auch englisch Miss Azerbaijan (russisch: Мисс Азербайджан). Er wurde 1997 bis 2006 von der Model-Agentur AN veranstaltet. Kandidatinnen aus Aserbaidschan nahmen bisher an den internationalen Wettbewerben um Miss Intercontinental und Miss Tourism Queen International teil.
2010 wurde der Wettbewerb durch eine neue Organisation unter dem Geschäftsführer Ülviyə Könül wieder ins Leben gerufen.
Seit 2000 gibt es zudem jährlich den Wettbewerb um das Best Model of Azerbaijan (jeweils weiblich und männlich). Von den weiblichen Siegern haben bisher zumindest Lalə Eyvazova und Aliya Matkazina an der Miss Tourism Queen International teilgenommen.

## Siegerinnen

### Miss Aserbaidschan
| Jahr    | Name (aserbaidsch.)   | Internat. (englisch) Form | Russische Form       |
| ------- | --------------------- | ------------------------- | -------------------- |
| 1996    | Nərminə Zərbəliyeva   | Narmina Zarbaliyeva       | Нармина Зарбалиева   |
| 1997    | Gülsarə Rzayeva       | Gulsara Rzayeva           | Гюльсара Рзаева      |
| 1998    | Fatimə Abbasquluyeva  | Fatima Abbasguliyeva      | Фатима Абаскулиева   |
| 1999    | nicht ausgetragen     | nicht ausgetragen         | nicht ausgetragen    |
| 2000    | Aygün Rüstəmli        | Aygun Rustamli            | Айгюн Рустамли       |
| 2001    | Validə Abbasova       | Valida Abbasova           | Валида Аббасова      |
| 2002    | Samirə Rəsulova       | Samira Rasulova           | Самира Расулова      |
| 2003    | Səbinə Haşımova       | Sabina Hashimova          | Сабина Хашимова      |
| 2004    | Olesya Sergeyeva      | Olesya Sergeyeva          | Олеся Сергеева       |
| 2005    | Şövkət Qasımova       | Shovkat Kasimova          | Шовкят Гасымова      |
| 2006    | Günay Musayeva        | Gunay Musayeva            | Гюнай Мусаева        |
| 2007–09 | nicht ausgetragen     | nicht ausgetragen         | nicht ausgetragen    |
| 2010    | Gülnarə Əlimuradova   | Gulnara Alimuradova       | Гюльнара Алимурадова |
| 2011    | nicht ausgetragen     | nicht ausgetragen         | nicht ausgetragen    |
| 2012    | Aysel Manafova        | Aysel Manafova            | Айсель Манафова      |
| 2013    | Fidan Məmmədova       | Fidan Mammadova           | Фидан Мамедова       |
| 2014    | Cavidan Qurbanova     | Javidan Gurbanova         | Джавидан Гурбанова   |
| 2015    | Nataliya Sokolevskaya | Natalia Sokolovskaya      | Натали Соколевская   |
| 2016    | Oksana Barxatova      | Oksana Barkhatova         | Оксана Бархатова     |
| 2017    | Raziyət Əliyeva       | Raziyat Aliyeva           | Разият Алиева        |
| 2018    | Nərminə Hacıyeva      | Narmina Hajiyeva          | Нармина Гаджиева     |
| 2019    | Səmra Hüseynova       | Samra Huseynova           | Самра Гусейнова      |
| 2020    | Banu Şucai            | Banu Shujai               | Бану Шуджаи          |

## Teilnehmerinnen an internationalen Wettbewerben

### Miss Intercontinental
| Jahr | Name (aserbaidsch.) | Internat. (englisch) Form | Russische Form    |
| ---- | ------------------- | ------------------------- | ----------------- |
| 2004 | Anna Elyaşina       | Anna Elyashina            | Анна Эльяшина     |
| 2005 | Yulina Kondratzeva  | Yuliana Kondratyeva       | Юлияна Кондратева |

### Miss Tourism Queen International
| Jahr | Name (aserbaidsch.) | Internat. (englisch) Form | Russische Form |
| ---- | ------------------- | ------------------------- | -------------- |
| 2004 | Inna Pupikina       | Inna Pupikina             | Инна Пупикина  |
| 2006 | Inna Pupikina       | Inna Pupikina             | Инна Пупикина  |
| 2007 | Aliya Matkazina     | Aliya Matkazina           | Алия Матказина |
| 2008 | Lalə Eyvazova       | Lala Eyvazova             | Лала Эйвазова  |

Anm.: Die Tabellen wurden nach englischsprachigen Quellen zusammengestellt.